# Mark Zonder
Mark Zonder (Detroit, 16 aprile 1958) è un batterista statunitense.
Noto per la sua grande tecnica, ha suonato per parecchi anni con i Fates Warning con i quali ha registrato 8 album. Inoltre, è stato batterista della band epic metal Warlord e dei Ten.

## Discografia
Con i Warlord
- 1983 Deliver Us
- 1984 Lost and Lonely Days
- 1984 And The Cannons of Destruction Have Begun
- 1986 Thy Kingdom Come
- 1993 Best of Warlord
- 2002 Rising Out of the Ashes

Con i Fates Warning
- 1989 Perfect Symmetry
- 1991 Parallels
- 1994 Inside Out
- 1995 Chasing Time (compilation)
- 1997 A Pleasant Shade of Gray
- 1998 Still Life
- 2000 Disconnected
- 2004 FWX

Con i Chroma Key
- 1998 Dead Air for Radios

Con Jim Matheos
- 1999 Away With Words

Con Joacim Cans
- 2004 Beyond the Gates

Con gli At War With Self
- 2005 Torn Between Dimensions

Con gli Slavior
- 2007 Slavior

Con i Ten
- 2011 Stormwarning

Con  Enzo and the Glory Ensemble
- 2015 In the Name of The Father
- 2017 In the Name of The Son

Con  Arch/Matheos
- 2019 Winter Ethereal

 Con Spirits of Fire 
- 2019 Spirits of Fire

Con  Zonder/Wehrkamp
- 2019 If It's Real

Con  Pentesilea Road
- 2021 Pentesilea Road

Con  The Nudge Unit
- 2025 The Nudge Unit